# Nordstraße 19 (Korschenbroich)

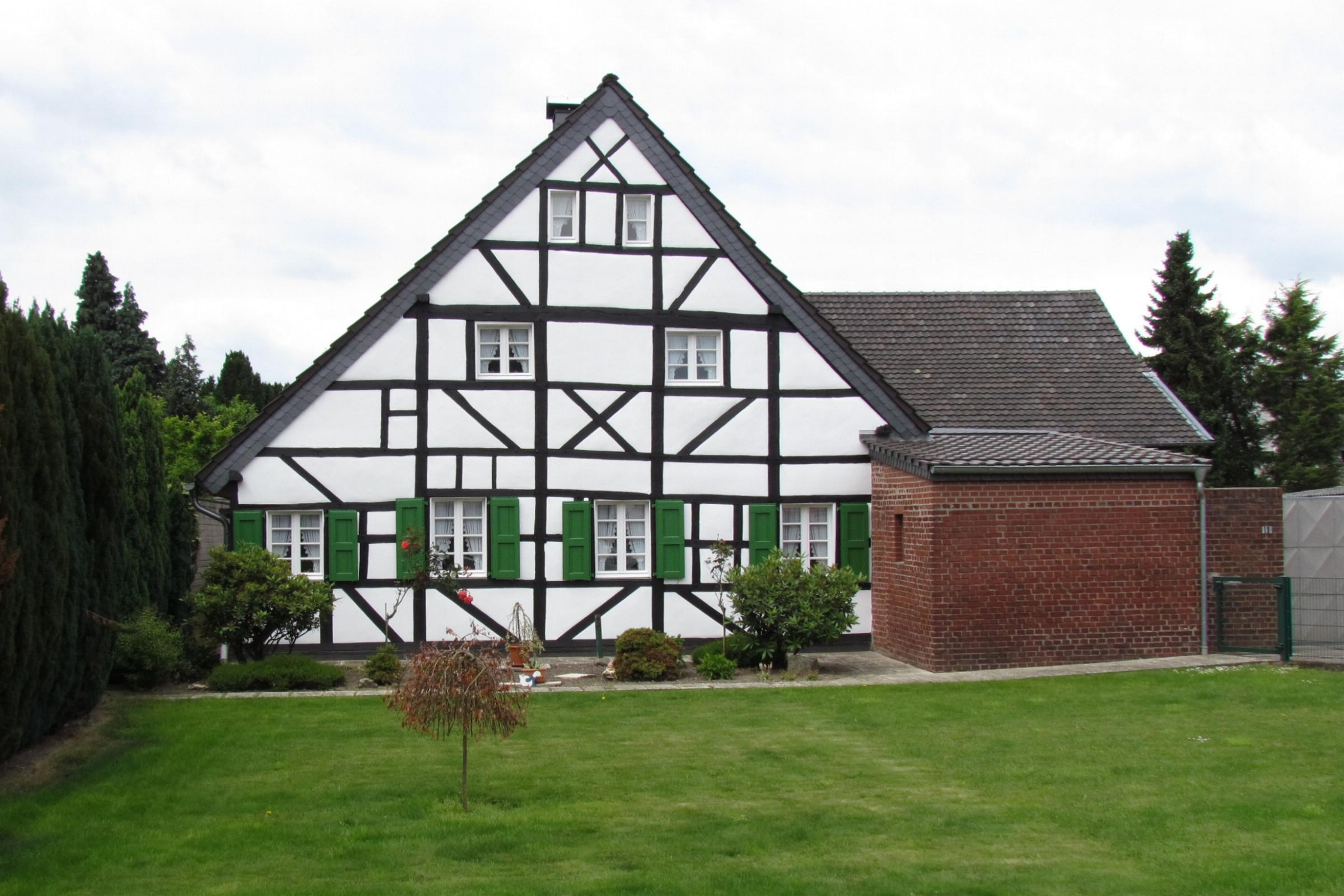
Fachwerkwohnhaus

Das Fachwerkwohnhaus Nordstraße 19 steht im Stadtteil Kleinenbroich in Korschenbroich im Rhein-Kreis Neuss in Nordrhein-Westfalen.
Das Gebäude wurde im 19. Jahrhundert erbaut und unter Nr. 166 am 5. April 1990 in die Liste der Baudenkmäler in Korschenbroich eingetragen.

## Architektur
Es handelt sich hierbei um ein eingeschossiges, giebelständiges Fachwerkwohnhaus aus dem 18. Jahrhundert. Die ursprünglichen Wirtschaftsgebäude sind stark verändert worden. Das Fachwerkwohnhaus hat bis auf wenige Veränderungen sein ursprüngliches Erscheinungsbild erhalten. Das Wohnhaus erfüllt die Voraussetzungen des § 2 Abs. 1 DSchG NRW zum Eintrag in die Denkmalliste. Es ist bedeutend für die Geschichte des Menschen als kulturgeschichtliches Zeugnis der Arbeits- und Wohnverhältnisse im 18. Jahrhundert und für Städte und Siedlungen im ortsgeschichtlichen Sinne. Für seine Erhaltung und Nutzung liegen wissenschaftliche, hier architektur- und siedlungsgeschichtliche Gründe vor.